# Vico (Korsika)
Vico (korsisch Vicu) ist eine französische Gemeinde mit 1007 Einwohnern (Stand 1. Januar 2022) im Département Corse-du-Sud in der Region Korsika.

## Geographie
Vico ist der Hauptort der Mittelgebirgsregion Cruzzini. Ortschaften sind neben Vico Chigliani, Nesa und Appriciani.

## Geschichte
Der einst befestigte Ort Vico war 1459 Schauplatz eines Massakers des genuesischen Gouverneurs Spinola an der Familie Leca. Der Ort diente im 16. Jahrhundert den Bischöfen von Sagone als Residenz. Das 1481 entstandene Kloster erhielt unter Bischof Casanelli d’Istria im 19. Jahrhundert seine heutige Gestalt.

## Bevölkerung
| Jahr      | 1962 | 1968  | 1975  | 1982  | 1990 | 1999 | 2007 | 2016 |
| --------- | ---- | ----- | ----- | ----- | ---- | ---- | ---- | ---- |
| Einwohner | 999  | 1.186 | 1.484 | 1.312 | 921  | 898  | 932  | 917  |

## Sehenswürdigkeiten
- Historisches Ortszentrum
- Konvent Saint François (gegründet 1451)

## Persönlichkeiten
- Karl Dominik Albini (1790–1839), „Apostel Korsikas“, starb in Vico.
- Jean-François Arrighi (1918–1998) war Kurienbischof der römisch-katholischen Kirche.
- Jean-Pierre-Dominique Zévaco CM (1925–2017) war Bischof von Tôlagnaro auf Madagaskar.
- Marie-Dominique Culioli, Apothekertochter aus Vico (* 1955), war von 1982 bis 1996 mit dem späteren französischen Staatspräsidenten Nicolas Sarkozy verheiratet.[1]